# Jeanne Galzy
Pour les articles homonymes, voir Baraduc et Galzy.
Ne doit pas être confondu avec Jeanne Baraduc.
Jeanne Galzy, pseudonyme de Jeanne Baraduc, née le 30 septembre 1883 à Montpellier et morte le 6 mai 1977 à Montarnaud,, est une femme de lettres française. Romancière et biographe, elle est aussi poétesse, essayiste, dramaturge, critique littéraire, et membre du jury du prix Femina.

## Biographie
Louise Jeanne Baraduc naît le 30 septembre 1883 à Montpellier. Ses parents sont Léon Baraduc, négociant en mercerie de gros, et Émilie Blanche Guillot, fille d'un opticien. Galzy est le nom de son arrière grand-mère. Sa sœur cadette Berthe a écrit deux romans pour enfants. 
Jeanne grandit à Montpellier dans un milieu protestant. Elle effectue sa scolarité secondaire dans le premier lycée public de jeunes filles (actuel Lycée Clemenceau) en France, puis entame des études supérieures en "auditrice bénévole" (auditrice libre) à l'Université de Montpellier. Elle poursuit ses études supérieures à l’École normale supérieure de jeunes filles de Sèvres de 1907 à 1911. Elle y obtient l'agrégation féminine de lettres en 1911,,.
Professeur de lettres de 1915 à 1943, elle est la première femme à enseigner dans un lycée de garçons à Montpellier pendant la Première Guerre mondiale. Elle publie son premier roman L'ensevelie en 1911 sous le nom asexué de J.Galzy.
Lesbienne, Jeanne Galzy entretient une liaison avec l'actrice Caroline-Eugénie Segond-Weber (1867-1945), de 1921 environ jusqu'à la mort de cette dernière en 1945,.
Jeanne Galzy meurt le 7 mai 1977 à Montarnaud et est inhumée au cimetière protestant de Montpellier.

## Œuvre littéraire
Jeanne Galzy écrit à propos de l'époque qu'elle traverse, sur ses propres expériences, décrivant avec sensibilité le quotidien de ses contemporains. Elle place la majorité de ses romans dans sa région natale. Montpellier est ainsi évoqué dans au moins onze de ses romans. Jacques Angleviel, auteur d'un mémoire "sur la vie montpelliéraine du 19e siècle à la Première Guerre mondiale" fait de Jeanne Galzy la " Mauriac du Languedoc".
Les romans de Jeanne Galzy sont souvent considérés comme des romans à clef, traduisant ses expériences personnelles. Ainsi, dans La Femme chez les garçons ou L'Initiatrice aux mains vides, elle est considérée comme racontant sa propre vie d'enseignante à Paris, et de même, Les Allongés ou Le retour dans la vie sont censés traiter de son expérience de la maladie de Pott. Jeanne Galzy elle-même a résisté à une telle lecture (appelée "sophisme autobiographique" par les critiques littéraires), prétendant qu'écrire des romans lui permettait un détachement de la réalité. Dans Les Allongés, par exemple, les lecteurs devraient trouver, outre un éventuel lien biographique, "une investigation métaphysique plus générale et une validation de la souffrance humaine". Les critiques notent cependant que le déni explicite du roman à clef est souvent un geste rhétorique ; un tel déni est donné en première page de Jeunes Filles en serre chaude, un roman d'"amour intergénérationnel" (entre professeur et élève) dans un "contexte pédagogique" similaire aux expériences de Jeanne Galzy à l'École normale supérieure qui s'interroge sur "l'adéquation des possibilités éducatives contemporaines pour les jeunes femmes",.

En 1969, elle commence une tétralogie située en Camargue, dans le milieu protestant au début du XXe siècle, La Surprise de vivre. Dans les Nouvelles littéraires parues le 2 juillet 1971, Jean d’Ormesson écrit à propos du roman Les sources vives, tome 2 de la saga La surprise de vivre :

« Dans ce milieu de grands bourgeois languedociens et puritains, le goût salé de la mer, l’amour des chevaux et des jeunes corps, la découverte du plaisir et de l’art ébranlent la rigueur des principes protestants. (…) Un vrai roman plein de vent, de chevaux et de trouble pureté. »

Jeanne Galzy jouit d'une certaine popularité et reconnaissance littéraire. Elle est membre du salon de Natalie Clifford Barney et est lue par des écrivains tels que Colette ou Marguerite Yourcenar. On sait qu'elle entretient une correspondance active avec ces dernières. Hélène de Monferrand a notamment été fortement influencée par Jeanne Galzy. À l'image d'autres femmes écrivains de sa génération (la période de l'entre-deux-guerres), Jeanne Galzy a souffert de l'indifférence de la critique qui a déclaré à son propos qu'elle "méritait d'être mieux connue aujourd'hui", ce que l'on retrouve dans de nombreuses publications à son sujet,,. Son œuvre, ainsi que celle d'autrices comme Marguerite Audoux et Catherine Pozzi, est relativement méconnue aujourd'hui et beaucoup de ses livres ne sont plus imprimés,.

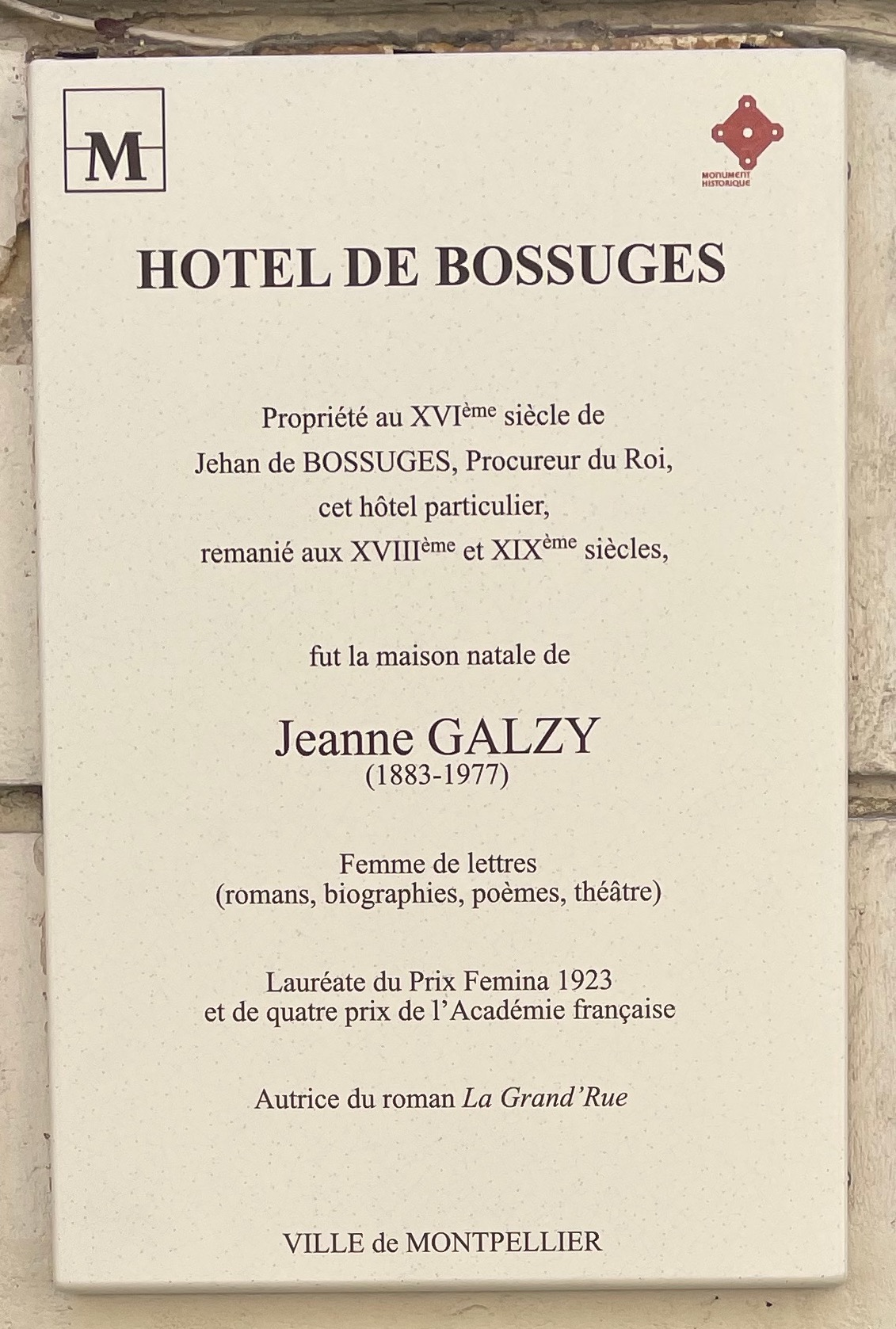
Plaque en mémoire de Jeanne Galzy installée le 11 juin 2022 par la ville de Montpellier

Jeanne Galzy devient membre du jury du Prix Femina en 1945, alors présidé par Madeleine Saint-René Taillandier, et le reste jusqu'à sa mort en 1977. 

### Le Prix Femina 1923
Durant ses premières années d'enseignement, Jeanne Galzy souffre d'une tuberculose osseuse (maladie de Pott ou mal de Pott) qui la conduit en convalescence à Berck. Elle se sert de cette expérience pour écrire Les Allongés, qui emporte le Prix Femina en 1923, devant Henry de Montherlant et Joseph Kessel.

### Le lesbianisme

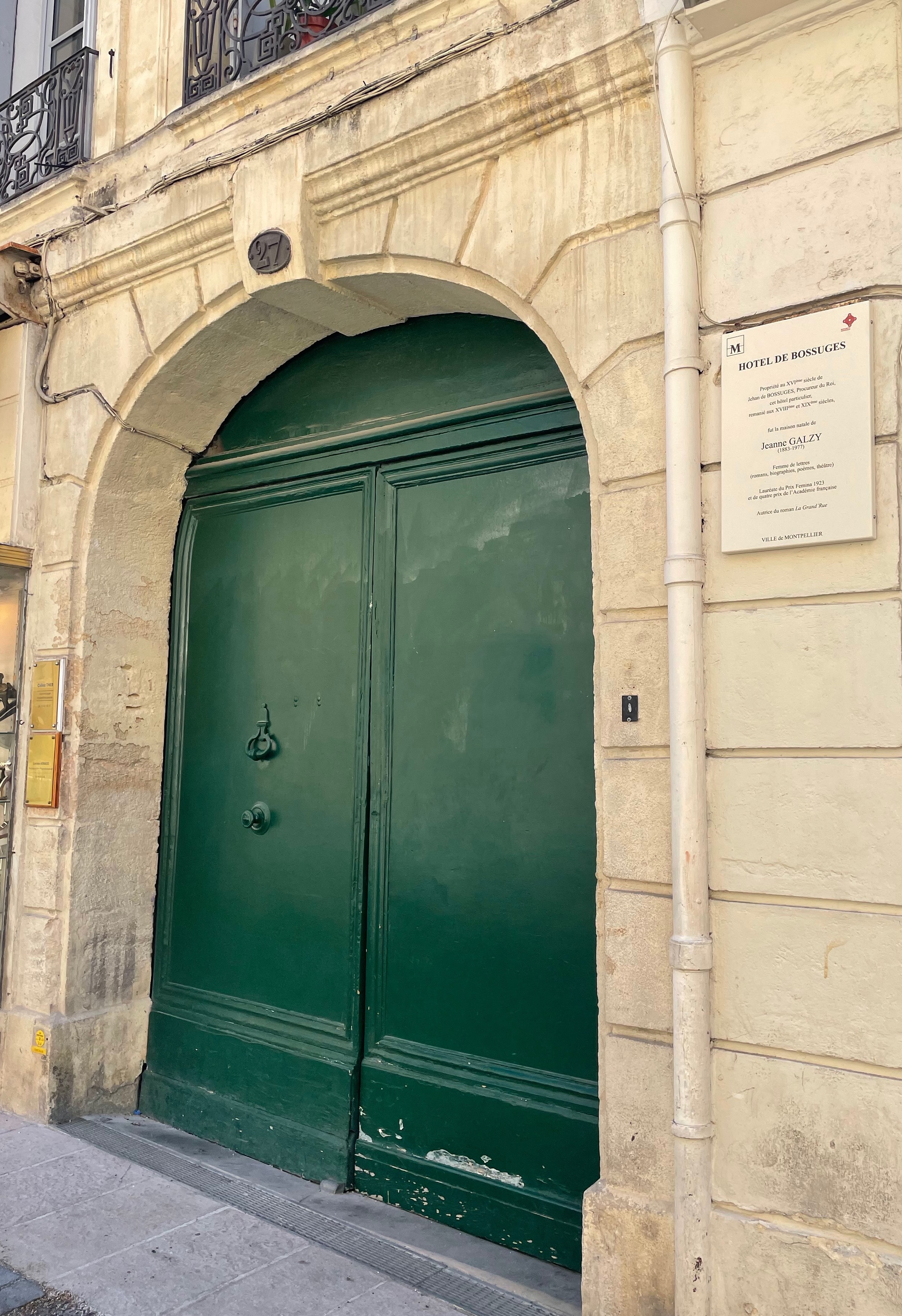
Vue de la plaque posée en mémoire à Jeanne Galzy.jpg (page de description)

Le lesbianisme est un thème récurrent dans sa production littéraire,.Trois romans écrits relativement tôt dans la carrière de Jeanne Galzy explorent le désir lesbien, L'Initiatrice aux mains vides, Les Démons de la solitude et Jeunes Filles en serre chaude, écrits entre 1929 et 1934. Selon un critique, Jeanne Galzy n'aurait pas initialement abordé le lesbianisme comme une question de genre mais comme un problème d'impératif social contre l'expression d'une attirance pour le même sexe :

« L'ambiguïté qui intéresse Jeanne Galzy ne concerne pas le genre mais plutôt le processus par lequel ses personnages réalisent que leurs sentiments sont bien ceux de l'amour pour d'autres femmes. Ses protagonistes n'ont pas de place pour se situer socialement. L'hétérosexualité et la maternité sont les seuls modes d'amour publiquement disponibles dans leur monde. Il n'est donc pas surprenant que Jeanne Galzy s'écarte progressivement de la question du désir lesbien. »

— Jennifer Waelti-Walters, Damned women : lesbians in French novels, 1796-1996
L'Initiatrice aux mains vides met en scène une institutrice développant des sentiments de plus en plus intenses pour une de ses élèves. Dans Les Démons la solitude, un père et sa fille (qui a déjà une amie intime) tombent amoureux de la même femme. Jeunes Filles en serre chaude est de loin le roman le plus explicite des trois : une relation se développe entre une élève et sa professeure, dans un amour possible qui sera finalement frustré. Jeunes Filles en serre chaude se voulait le portrait des élèves de l'École normale supérieure de Sèvres ; l'école était réputée être un "vivier de relations homosexuelles", et avait déjà fait l'objet d'un roman explorant le désir homosexuel, Les Sévriennes (1900) de Gabrielle Reval. 
Plus tard dans sa carrière, Jeanne Galzy reviendra sur le thème lesbien dans la série de romans publiée sous le titre La Surprise de vivre (1969-1976),.
Raymond Huard, dans la biographie qu'il lui consacre, précise que le lesbianisme de Jeanne Galzy lui permet de décrire les femmes avec une grande sensualité: 

« De cette attraction passionnée vers les autres femmes, il y a (...) l’acuité avec laquelle elle décrit le corps féminin. Le plaisir que la vue ou l’imagination de ce corps semblent lui procurer est profondément sensuel. »

— Raymond Huard, Jeanne Galzy, romancière ou la surprise de vivre

## Distinctions

### Prix littéraires
- 1913 Prix Montyon pour L'ensevelie[23]
- 1919 Prix Montyon pour La Femme chez les garçons[23]
- 1923 Prix Femina pour Les Allongés
- 1928 Prix d’Académie pour Sainte Thérèse d'Avila[23]
- 1931 Prix Brentano pour L'initiatrice aux mains vides
- 1950 Prix Alice-Louis Barthou pour l'ensemble de son œuvre[23]

### Décorations honorifiques
- Officière de l'ordre des Palmes académiques 1922
- Chevalière de la Légion d'honneur 1932[17]
- Officière de l'ordre des Arts et des Lettres.

### Hommages posthumes
Son nom est donné à :
- un bâtiment de l'Université Montpellier III
- un Club de loisirs pour le troisième âge à Montpellier
- une impasse à Montpellier[16]
- une impasse à Jacou
- une rue à Baillargues
- une plaque en sa mémoire est posée à Montpellier au no 27 de la Grand'Rue Jean Moulin, adresse de sa maison natale[24]

## Liste d’œuvres
- L'Ensevelie, Mercure de France, 1911.
- Les Allongés, F. Rieder et cie, 1923 ; rééd. Ferenczi et fils ; rééd. Gallimard, 1975. Prix Femina 1923.
- La Femme chez les garçons, F. Rieder et cie, 1924 ; réédition Ferenczi et fils, 1932
- La Grand Rue, Rieder et cie, 1925 ; réédition Ferenczi et fils.
- Le Retour dans la vie, F. Rieder et cie, 1926 ; réédition Ferenczi et fils.
- Sainte Thérèse d'Avila, 1927.
- L'Initiatrice aux mains vides, Ed. Rieder, 1929.
- Jeunes filles en serre chaude, Gallimard, 1934.
- Le Village rêve, NRF, 1935.
- Catherine de Médicis, NRF « Leurs figures », 1936.
- Les Démons de la solitude, Rieder, 1936.
- Margot, reine sans royaume, NRF « Leurs figures », 1939.
- Les Oiseaux des îles, NRF, 1941.
- Pays perdu, NRF, 1943.
- Diane de Ganges, Lyon, Gutenberg, 1945 ; rééd. sous le titre Le Dieu terrible, Diane de Ganges, SEPE, Paris, 1949.  — biographie de Diane de Joannis de ChateaublancAg
- La Cage de fer, NRF, 1946.
- Vie intime d'André Chénier, Les éditions de la Nouvelle France, 1947
- George Sand, Julliard, 1950.
- La Femme étrangère, 1950.
- L'Image, Gallimard, 1952.
- La Jeunesse déchirée, 1952.
- Le Parfum de l'Œillet, Gallimard, 1956.
- Celle qui vint d'ailleurs, 1958.
- La Fille, 1961
- Agrippa d'Aubigné, 1965
- La Surprise de vivre
  - La Surprise de vivre, Gallimard NRF, 1969 ; Double Interligne, 1997.
  - Les Sources vives : la surprise de vivre II, NRF, 1971.
  - La Cavalière : la surprise de vivre III, NRF, 1974 ; Double Interligne, 2000.
  - Le Rossignol aveugle : la surprise de vivre IV, NRF, 1976.
- J'écris pour dire que je fus... Poèmes 1910-1921, Inclinaison, 2013

#### Biographies sur Jeanne Galzy
- Jacques Angleviel, Montpellier du Second Empire à la guerre de 14-18 d’après l’œuvre de Jeanne Galzy, Mémoire de maîtrise, Université de Montpellier III, 1982. .
- Jeanne Galzy, romancière languedocienne 1883-1977, Catalogue de l’exposition présentée à  la Bibliothèque du Carré d’Art de Nîmes, 1997.
- Raymond Huard, Jeanne Galzy, romancière ou la surprise de vivre, Uzès, Éditions Inclinaison, 2009, 212 p. (ISBN 978-2-916942-09-4, OCLC 424138272). [25].
- Michèle Verdelhan-Bourgade, Une femme de lettres hors du commun, Paris, L'Harmattan, 2712/2019, 219 p. (ISBN 978-2-343-18859-1, lire en ligne)

#### Ouvrages généraux
- Hubert Delobette, Femmes d’exception en Languedoc-Roussillon, Le Papillon rouge, 288 p. (ISBN 978-2-917875-13-1).
- Paula Dumont, Entre femmes - 300 œuvres lesbiennes résumées et commentées, Éditions l'Harmattan, 15 février 2015. .
- Raymond Huard, « Galzy Jeanne (dite Jeanne Baraduc) », dans Patrick Cabanel et André Encrevé (dir.), Dictionnaire biographique des protestants français de 1787 à nos jours : D-G, t. 2, Éditions de Paris/Max Chaleil, 2020 (ISBN 978-2-8462-1288-5), p. 738-739
- Claire Pascal-Brocardi, Portraits d'écrivains, Le miroir des idées, 1979.
- Aurore Turbiau, Alex Lachkar, Camille Islert, Manon Berthier, Alexandre Antolin, Ecrire à l'encre violette : littératures lesbiennes en France de 1900 à nos jours, Paris, Cavalier Bleu (Editions Le), 26 mai 2022, 292 p. (ISBN 979-10-318-0516-0)

#### Articles
- Jacques Proust, « Eloge de Mme Jeanne Galzy », Bulletin de l'Académie des Sciences et Lettres de Montpellier, vol. Tome 10,‎ 1979
- Dieudonné Giraut, "no 27 Grand’rue, le souvenir de l’écrivain Jeanne Galzy", Cahiers de la Grand'Rue - volume no 7 "La Grand’rue, il y a cinquante ans, 1987[26].
- Jean Sagnes, « Jeanne Galzy devant la révolte paysanne de 1907 », dans Histoire et littérature en France au vingtième siècle, ouvrage collectif dédié à Jean Rives, 2003
- Nadine, membre de l’Association Mémoire Protestante Montpelliéraine, « Louise Jeanne Baraduc, dite Jeanne GALZY », Bulletin d’information et d’étude de l’association, vol. 1,‎ juillet 2007, p. 6-7 (lire en ligne)
- Catherine Bézard, « L'écrivaine Jeanne Galzy ressuscite à Montpellier », Marie France,‎ 11 mai 2017.
- Michèle Verdelhan-Bourgade, « Jeanne Galzy ou comment la région devient roman », Bulletin de l'Académie des Sciences et des Lettres de Montpellier., vol. 48,‎ 2017.
- Michèle Verdelhan-Bourgade, « Jeanne Galzy, témoin de Montpellier », Bulletin historique de la ville de Montpellier,‎ décembre 2018, p. 96-107 (ISSN 0758-332X)
- Carole Renard, « Innovation numérique et archives : « L’Hérault de Jeanne Galzy », une balade historique et culturelle », Patrimoines. La revue de l'institut national du patrimoine, no 15,‎ 2020, p. 154.